# Melicytus
Melicytus is een geslacht uit de viooltjesfamilie (Violaceae). De soorten komen voor in Australië, Nieuw-Zeeland en het zuidwestelijke Pacifisch gebied.

## Soorten
- Melicytus alpinus (Kirk) Garn.-Jones
- Melicytus angustifolius (R.Br. ex DC.) Garn.-Jones
- Melicytus chathamicus (F.Muell.) Garn.-Jones
- Melicytus crassifolius (Hook.f.) Garn.-Jones
- Melicytus dentatus (R.Br. ex DC.) Molloy & Mabb.
- Melicytus drucei Molloy & B.D.Clarkson
- Melicytus fasciger Gillespie
- Melicytus flexuosus Molloy & A.P.Druce
- Melicytus improcerus Heenan, Courtney & Molloy
- Melicytus lanceolatus Hook.f.
- Melicytus latifolius (Endl.) P.S.Green
- Melicytus macrophyllus A.Cunn.
- Melicytus micranthus (Hook.f.) Hook.f.
- Melicytus novae-zelandiae (A.Cunn.) P.S.Green
- Melicytus obovatus (Kirk) Garn.-Jones
- Melicytus orarius Heenan, de Lange, Courtney & Molloy
- Melicytus ramiflorus J.R.Forst. & G.Forst.
- Melicytus samoensis (Christoph.) A.C.Sm.
- Melicytus venosus Courtney, Heenan, Molloy & de Lange

## Hybriden
- Melicytus × ramilanceolatus Allan

... · 
Hybanthus · 
Melicytus · 
Viola (Viooltje) · 
...